# Site d'émission de la crête de Blandine
Le site d'émission de la crête de Blandine, situé sur le plateau du Coiron dans l'Ardèche en région Auvergne-Rhône-Alpes (ex-Rhône-Alpes) est un lieu où se trouvent 4 pylônes de diffusion pour la télévision, la radio FM, la téléphonie mobile, le haut débit et d'autres réseaux comme les communications privées pour EDF et la direction des routes ainsi que la radiomessagerie. Ce site se trouve sur un point culminant à 1017 mètres d'altitude situé à 16 km de Privas. 

## Acte de vandalisme du 18 juillet 2017
Le site subit des dégradations volontaires le 18 juillet 2017 vers 5h. La diffusion des chaines TNT et des stations de radio FM est interrompue depuis cet émetteur. Les services des opérateurs de téléphonie mobile Orange, Bouygues Télécom, SFR et Free Mobile sont dégradés. Ces signaux sont rétablis le 21 juillet 2017. Localement, 165000 foyers sont privés de télévision durant cette période. Les images du Tour de France cycliste qui traverse le département de l'Ardèche ce 18 juillet 2017 ne sont pas retransmises par cet émetteur.  
L'acte de vandalisme est revendiqué le 19 juillet 2017 par un groupe libertaire, qui promeut un "anarcho-tourisme responsable." 

## Constitution
Le site de la crête de Blandine est composé de 5 installations :
- Un pylône autostable TDF de 55 mètres de haut diffusant un multiplex TNT, 7 radios FM et de la radiomessagerie.
- Un pylône de TowerCast diffusant 6 multiplexes TNT.
- Un pylône autostable de TDF mesurant 29 mètres de haut possédant des relais de téléphonie mobile, de WiMAX et de radiocommunication pour Sysoco.
- Un bâtiment TDF assurant les communications privées pour la direction des routes et le faisceau hertzien d'Orange.
- Un pylône autostable de 15 mètres de haut appartenant à EDF pour permettre ses communications.

## Télévision

### Analogique
| Chaîne               | Canal | Puissance (PAR) |
| -------------------- | ----- | --------------- |
| TF1                  | 64H   | 5,8 kW          |
| France 2             | 58H   | 5,8 kW          |
| France 3 Rhône-Alpes | 61H   | 5,8 kW          |

Ces trois émetteurs analogiques se sont arrêtés le 15 juin 2011. Canal+, France 5 / Arte et M6 étaient diffusées sur l'agglomération privadoise depuis l’émetteur de Chabanet avec une puissance commune (PAR) de 20 W. Canal+ a cessé d'émettre en analogique dans la région le 22 septembre 2010.

### Numérique

#### Canaux, puissances et diffuseurs des multiplexes
Les multiplexes présentés ci-dessous émettent depuis le 5 avril 2016, date du passage à la TNT en HD (norme MPEG-4). Elle marque la disparition des multiplexes R5 et R8, le passage en clair de la chaîne LCI et, le 1er septembre 2016, le démarrage de France Info, la chaîne d'information du service public.
Le multiplex R9 (norme HEVC) permettant la diffusion de chaînes en UHD et HD-HDR est activé le 2 avril 2024.
| Multiplex | Canaux | Puissances (PAR) | Diffuseur |
| --------- | ------ | ---------------- | --------- |
| R1        | 22H    | 1 kW             | TowerCast |
| R2        | 44H    | 1 kW             | TowerCast |
| R3        | 25H    | 1 kW             | TDF       |
| R4        | 24H    | 1 kW             | TowerCast |
| R6        | 37H    | 1 kW             | TowerCast |
| R7        | 28H    | 1 kW             | TowerCast |
| R9        | 27H    | 997 W            | TowerCast |

#### Multiplex R1
| LCN | Nom de la chaîne     |
| --- | -------------------- |
| 2   | France 2             |
| 3   | France 3 Rhône-Alpes |
| 14  | France 4             |
| 27  | France Info          |

#### Multiplex R2
| LCN | Nom de la chaîne |
| --- | ---------------- |
| 8   | C8               |
| 15  | BFM TV           |
| 16  | CNews            |
| 17  | CStar            |
| 18  | Gulli            |

#### Multiplex R3
| LCN | Nom de la chaîne |
| --- | ---------------- |
| 4   | Canal+           |
| 26  | LCI              |
| 41  | Paris Première   |
| 42  | Canal+ Sport     |
| 43  | Canal+ Cinéma(s) |
| 45  | Planète+         |

#### Multiplex R4
| LCN | Nom de la chaîne |
| --- | ---------------- |
| 5   | France 5         |
| 6   | M6               |
| 7   | Arte             |
| 9   | W9               |
| 22  | 6ter             |

#### Multiplex R6
| LCN | Nom de la chaîne |
| --- | ---------------- |
| 1   | TF1              |
| 10  | TMC              |
| 11  | TFX              |
| 12  | NRJ 12           |
| 13  | LCP              |

#### Multiplex R7
| LCN | Nom de la chaîne |
| --- | ---------------- |
| 20  | TF1 Séries Films |
| 21  | L'Équipe         |
| 23  | RMC Story        |
| 24  | RMC Découverte   |
| 25  | Chérie 25        |

#### Multiplex R9
| LCN | Nom de la chaîne |
| --- | ---------------- |
| 52  | France 2 UHD     |

## Radio
En raison de sa proximité avec Privas, le pylône TDF de 55 mètres de haut émet 4 radios publiques et 3 radios privées.
| Fréquence | Radio                | Catégorie | Puissance | Code RDS (PS) |
| --------- | -------------------- | --------- | --------- | ------------- |
| 89.8      | France Inter         | Publique  | 1 kW      | __INTER_      |
| 94.7      | France Musique       | Publique  | 1 kW      | MUSIQUE_      |
| 95.3      | Chérie FM Montélimar | C         | 100 W     | CHERIEFM      |
| 96.5      | France Culture       | Publique  | 5 kW      | _CULTURE      |
| 98.4      | Ici Drôme Ardèche    | Publique  | 5 kW      | ICIDROME      |
| 99.6      | NRJ                  | D         | 100 W     | __NRJ___      |
| 102.1     | MTI                  | B         | 100 W     | _M_T_I__      |

## Téléphonie mobileet autres transmissions[5]
| Opérateur        | 2G  | 3G  | 4G  | FH  |
| ---------------- | --- | --- | --- | --- |
| Orange           | Oui | Non | Non | Oui |
| SFR              | Oui | Oui | Oui | Oui |
| Bouygues Telecom | Oui | Oui | Oui | Oui |
| Free             | Non | Oui | Oui | Oui |

Sur le pylône TDF de 55 mètres de haut
- E*Message[12] (radiomessagerie) : RMU-POCSAG
- TDF : faisceau hertzien

Sur le pylône TDF de 29 mètres de haut
- IFW (opérateur WiMAX) : BLR de 3 GHz.
- Sysoco[13] (ex-IMTS) : faisceau hertzien

Sur le bâtiment TDF
- Direction des routes : COM TER
- Faisceau hertzien

Sur le pylône EDF
- EDF : COM TER / faisceau hertzien

## Photos du site
- Sur tvignaud (consulté le 6 mai 2017).